# John Cipollina
John Cipollina (Berkeley, 24 agosto 1943 – San Francisco, 29 maggio 1989) è stato un chitarrista statunitense, conosciuto principalmente per il suo lavoro con i Quicksilver Messenger Service, rock band di San Francisco.

## Biografia
John e la sorella gemella Manuela nacquero a Berkeley, California. Cipollina frequentò la Tamalpais High School, a Mill Valley, California (come il fratello, Mario, nato nel 1954) e la sorella, Antonia (nata nel 1952). Il padre Gino era di origini italiane, genovesi e piemontesi; fu un agente immobiliare. La madre Evelyn, e il padrino José Iturbi, furono concertisti spagnoli di pianoforte.
John sembrava molto promettente come pianista classico, ma quando il padre gli regalò una chitarra, il ragazzo, che aveva allora 12 anni, non smise più di suonare lo strumento preferito.
Cipollina aveva un caratteristico sound, unico nel suo genere. È considerato uno dei padri dell'Acid rock di San Francisco. Era solito suonare utilizzando fingerpick, e facendo ampio uso del ponte tremolo che, spiegò a Jerry Garcia, gli serviva per rimediare alla debolezza della sua mano sinistra. Ancora più insolitamente, collocò in cima alla sua distintiva pila di amplificatori sei trombe. Il suo stile era molto melodico ed espressivo.
Figura nella lista dei 100 migliori chitarristi secondo Rolling Stone al numero 32 davanti a leggende della sei corde come Brian May, Robert Fripp e Frank Zappa.
Cipollina soffriva di deficit di alfa 1-antitripsina e ciò causò la morte all'età di 45 anni per enfisema polmonare dopo un periodo di malattia.

## Discografia

### Quicksilver Messenger Service
- 1968 - Quicksilver Messenger Service (Capitol Records)
- 1969 - Happy Trails (Capitol Records)
- 1969 - Shady Grove (Capitol Records)
- 1970 - Just for Love (Capitol Records)
- 1970 - What About Me (Capitol Records)
- 1971 - Quicksilver (Capitol Records)
- 1975 - Solid Silver (Capitol Records)

### Charles Lloyd
- 1971 - Warm Waters (Kapp Records)

### Brewer & Shipley
- 1971 - Shake Off the Demon (Kama Sutra Records) J. C. presente in un solo brano

### Mickey Hart
- 1972 - Rolling Thunder (Warner Bros. Records)

### Matt Kelly
- 1973 - A Wing and a Prayer (Relix Records)

### Copperhead
- 1973 - Copperhead (Columbia Records)

### Kathi McDonald
- 1974 - Insane Asylum (Capitol Records)

### Man
- 1975 - Maximum Darkness (United Artists Records) Live

### Terry & the Pirates
- 1979 - Too Close for Comfort (Wild Bunch Records)
- 1980 - The Doubtful Handshake (Line Records)
- 1981 - Wind Dancer (Rag Baby Records)
- 1982 - Rising of the Moon (Rag Baby Records)
- 1987 - Terry Dolan's Acoustic Rangers (Sawdust Records) a nome Terry Dolan
- 1990 - Silverado Trail (Big Beat Records)
- 2007 - Return to Silverado (Acadia Records)
- 2008 - Comanche Boots (Acadia Records) Registrazioni di studio dal 1973 al 1980
- 2011 - Rockpalast: West Coast Legends, Vol.5 (MIG Records)

### Nick Gravenites
- 1980 - Bluestar (Line Records)
- 1991 - Live in Athens at the Rodon (Music Box International Records) Registrazione live del 1987

### John Cipollina
- 1980 - John Cipollina's Raven (Line Records)

### Rocky Sullivan
- 1980 - Illegal Entry (Rag Baby Records)
- 1981 - Internal Affairs (Rag Baby Records)

### The Nick Gravenites John Cipollina Band
- 1982 - Monkey Medicine (Line Records)

### Robert Hunter
- 1984 - Amagamalin Street (Relix Records)

### Merrell Fankhauser
- 1985 - A Day in Paradise (Source Records)
- 1986 - Dr. Fankhauser (Full Blast Records) J. C. presente in due brani

### Zero
- 1987 - Here Goes Nothin (Relix Records)
- 1990 - Nothin' Goes Here (Mobile Fidelity Sound Lab Records) J. C. presente in un solo brano
- 1991 - Live / Go Hear Nothin' (Whirled Records)

### Dinosaurs
- 1988 - Dinosaurs (Relix Records)
- 2004 - Friends of Extinction (Acadia Records) Raccolta, doppio CD

### Frank Novato
- 1995 - Rock 'N' Roll Heaven (Legend Records) Registrazioni dal gennaio 1983 al dicembre 1986

### John Cipollina / Nick Gravenites Band
- 2009 - Rockpalast: West Coast Legends Vol.1 (SPV GmbH Records) Registrazioni del dicembre 1982

### Live Bootleg
- 1971 - Live at Unknown Studio Location on 1971-03-03 con Copperhead
- 1971 - Hart Jam con Mickey Hart, John Cipollina, David Crosby, Jerry Garcia, Bob Weir, Phil Lesh (Mickey Hart's Barn, Novato, California, 08.21.71)
- 1972 - Live at Pacific High Recording Studiod on 1972-01-23 con Copperhead
- 1972 - Live at Hollywood Palladium on 1972-04-28 con Copperhead
- 1972 - Live at Diamond Head Center on 1972-12-31 con Copperhead
- 1973 - Live at Diamond Head Center on 1973-01-02 con Copperhead
- 1973 - Live at Golden Gate Park on 1973-07-09 con Copperhead
- 1973 - Live at Winterland, September 1st 1973 (Keyhole Records) con Copperhead
- 1973 - Live at Winterland on 1973-11-30 con Copperhead
- 1974 - Live at Longbranch Saloon on 1974-02-01 con Copperhead
- 1976 - Live at Keystone on 1976-07-16 con Raven
- 1976 - Live at Keystone on 1976-09-04 con John Cipollina's Raven
- 1977 - Live at Unknown Venue on 1977-12-17 con Terry and the Pirates
- 1978 - Live at The Old Mill on 1978-04-03 con Terry and the Pirates
- 1979 - Live at Paradise Club on 1979-04-30 con San Francisco Allstars
- 1979 - Live at Old Waldorf on 1979-10-08 con San Francisco Allstars
- 1979 - Live at My Father's Place on 1979-12-07 con Nick Gravenites & John Cipollina Band
- 1980 - Live at Keystone on 1980-05-08 con The Ghosts
- 1980 - Live at Rockpalast, Westfalenhalle on 1980-11-28 con Gravenites Cipollina Band
- 1982 - Live at The Stone on 1982-07-10 con Terry and the Pirates
- 1982 - Live at Rheinterassen on 1982-10-29 con Gravenites & Cipollina Band (o) Thunder & Lightning
- 1982 - Live at The Stone on 1982-12-11 con Terry & the Pirates
- 1983 - Live at Wheeler Auditorium on 1983-03-18 con Nick Gravenites & John Cipollina
- 1983 - Live at The Stone on 1983-04-03 con Thunder & Lightning (o) Gravenites Cipollina Band
- 1983 - Live at Stone on 1983-04-06 con Thunder & Lightning
- 1983 - Live at Keystone on 1983-10-29 con John Cipollina-Nick Gravenites Band (o) Thunder and Lightning
- 1983 - Live at The Stone on 1983-11-03 con Nick Gravenites, Doug Kilmer e Greg Elmore
- 1983 - Live at Chi Chi Club on 1983-12-23 con Nick Gravenites Band (o) Thunder and Lightning
- 1984 - Live at The Stone on 1984-01-05 con Thunder & Lightning
- 1984 - Live at Keystone Berkeley on 1984-01-14 con Thunder & Lightning
- 1984 - Live at Keystone on 1984-02-23 con Thunder & Lightning
- 1984 - Live at Chi Chi Club on 1984-02-25 con Nick Gravenites
- 1984 - Live at Stone on 1984-03-09 con Nick Gravenites Band
- 1984 - Live at The Saloon on 1984-07-27 con Fish & Chip
- 1984 - Live at Chi Chi Club on 1984-08-04 con John Cipollina/Nick Gravenites Band (o) Thunder and Lightning
- 1984 - Live at Ruthie's Inn on 1984-09-15 con Barry Melton, Pete Albin e Spencer Dryden
- 1984 - Live at The Saloon on 1984-11-23 con Fish and Chip
- 1985 - Live at Chi Chi Club on 1985-03-30 con Thunder & Lightning
- 1985 - Live at Haight Street Fair on 1985-06-09 con Merl Saunders & Friends
- 1985 - Live at New Georges on 1985-09-26 con Fish & Chip
- 1986 - Live at Lone Star Cafe on 1986-02-19 con Sounds of San Francisco
- 1986 - Live at Lone Star Cafe on 1986-02-20 con Sounds of San Francisco
- 1986 - Live at WHFS Studios on 1986-02-24 interviste a John Cipollina e Barry Flast
- 1986 - Live at Chi Chi Club on 1986-06-28 con John Cipollina/Nick Gravenites Band (o) Thunder and Lightning
- 1986 - Live at Club 9 on 1986-08-20 con Gravenites Cippolina Band (o) Thunder & Lightning
- 1986 - Live at Ranch Rock on 1986-09-07 con Problem Child
- 1986 - Live at Grant Street Saloon on 1986-09-27 con Fish and Chip (o) John Cipollina and Barry Melton Band
- 1986 - Live at Starry Plough on 1988-10-17 con John Cipollina and Barry Melton Band (o) Fish and Chip
- 1986 - Live at Grant Street Saloon on 1986-10-25 con Fish and Chip (o) John Cipollina and Barry Melton Band
- 1987 - Live at OT Price's on 1987-01-15 con Fish & Chip
- 1987 - Live at Chi Chi Club on 1987-03-27 con John Cipollina/Nick Gravenites Band (o) Thunder and Lightning
- 1987 - Live at Chi Chi Club on 1987-05-02 con Terry & the Pirates
- 1987 - Live at Chi Chi Club on 1987-07-18 con John Cipollina, Barry Melton& Stu Blank Band
- 1987 - Live at Chi Chi Club on 1987-07-25 con John Cipollina/Nick Gravenites Band (o) Thunder and Lightning
- 1987 - Live at Grant Street Saloon on 1987-08-28 con John Cipollina and Barry Melton Band (o) Fish and Chip
- 1987 - Live at Chi Chi Club on 1987-10-09 con John Cipollina/Nick Gravenites Band (o) Thunder and Lightning
- 1987 - Live at Chi Chi Club on 1987-10-17 con Fish Stu
- 1987 - Live at Full Moon Saloon on 1987-11-21 con Fish & Chip
- 1988 - Live at Chi Chi Club on 1988-01-30 con Thunder & Lightning (o) John Cipollina/Nick Gravenites Band
- 1988 - Live at Chi Chi Club on 1988-02-19 con John Cipollina and Barry Melton Band (o) Fish and Chip
- 1988 - Live at Chi Chi Club on 1988-04-02 con John Cipollina-Marc Benno Band
- 1988 - Live at Odyssey Room on 1988-04-15 con John Cipollina and Barry Melton Band (o) Fish and Chip
- 1988 - Live at Fabulous 50's on 1988-04-23 con John Cipollina and Barry Melton Band (o) Fish and Chip
- 1988 - Live at Full Moon Saloon on 1988-04-29 con Fish & Chip
- 1988 - Live at Chi Chi Club on 1988-06-18 con John Cipollina and Barry Melton Band (o) Fish and Chip
- 1988 - Live at JJ's Blues Cafe on 1988-07-09 con John Cipollina/Nick Gravenites Band (o) Thunder and Lightning
- 1988 - Live at Full Moon Saloon on 1988-08-01 con Thunder & Lightning
- 1989 - Live at Full Moon Saloon on 1989-01-20 con Fish & Chip
- 1989 - Live at The Saloon on 1989-05-13 con Fish and Chip
- 1990 - Drunken Irish Setter (Oh Boy Records) con Copperhead, live del 1972
- 1994 - Dinosaurs: Live in San Francisco, May 14, 1988 con Dinosaurs